# Palazzo della Camera di commercio (Salerno)
Il palazzo della Camera di commercio di Salerno ha sede in via Roma e venne costruito alla fine degli anni '20 del Novecento.

## Storia
L'iter per la costruzione del palazzo iniziò nel 1910 quando, la Camera di commercio fece richiesta al Comune di Salerno per delle zone risultanti della sistemazione della spiaggia urbana al fine di costruire il palazzo. I suoli furono aggiudicati all'ente camerale nel 1914, quando il comune di Salerno bandì l'asta, e nel 1915 fu emanato il bando per la costruzione dell'edificio progettato dall'ingegnere romano Arturo Gasparri coadiuvato dall'ing. Gioacchino Luigi Mellucci .
Con il sopraggiungere della guerra l'esecuzione fu sospesa ma, nel 1920 si riuscì a dare l'avvio ai lavori. Con la morte di Gasparri subentrò l'architetto Francesco Leoni che rivide parzialmente il progetto e soltanto nel 1927 la struttura fu inaugurata.

## Descrizione
Nel progetto di Gasparri l'edificio si elevava su tre livelli ma, dopo la morte di quest'ultimo furono aggiunti altri due piani dal subentrato architetto Francesco Leoni. L'edificio si presenta di forma rettangolare con strutture verticali in muratura portante. La pavimentazione è completamente in marmo a losanghe di legno. La facciata è caratterizzata da edicole e balconi in stile neo rinascimentale. 
All'interno sono presenti soffitti in stucco decorati con pannelli di Umberto Amati, decorazioni pittoriche della ditta Bruni e Meschini di Roma, stucchi della ditta Augusto Costantino e pitture e tele dell'artista salernitano Pasquale Avallone.
Dal 1996 sono in corso lavori di restauro volti a trasformare l'edificio in sede rappresentativa e non amministrativa dell'ente.
Nell'ultimo piano ha sede la  biblioteca, che contiene oltre 24.000 libri e pubblicazioni ed è una delle più fornite e meglio organizzate della Campania